# ボウリング (クリケット)

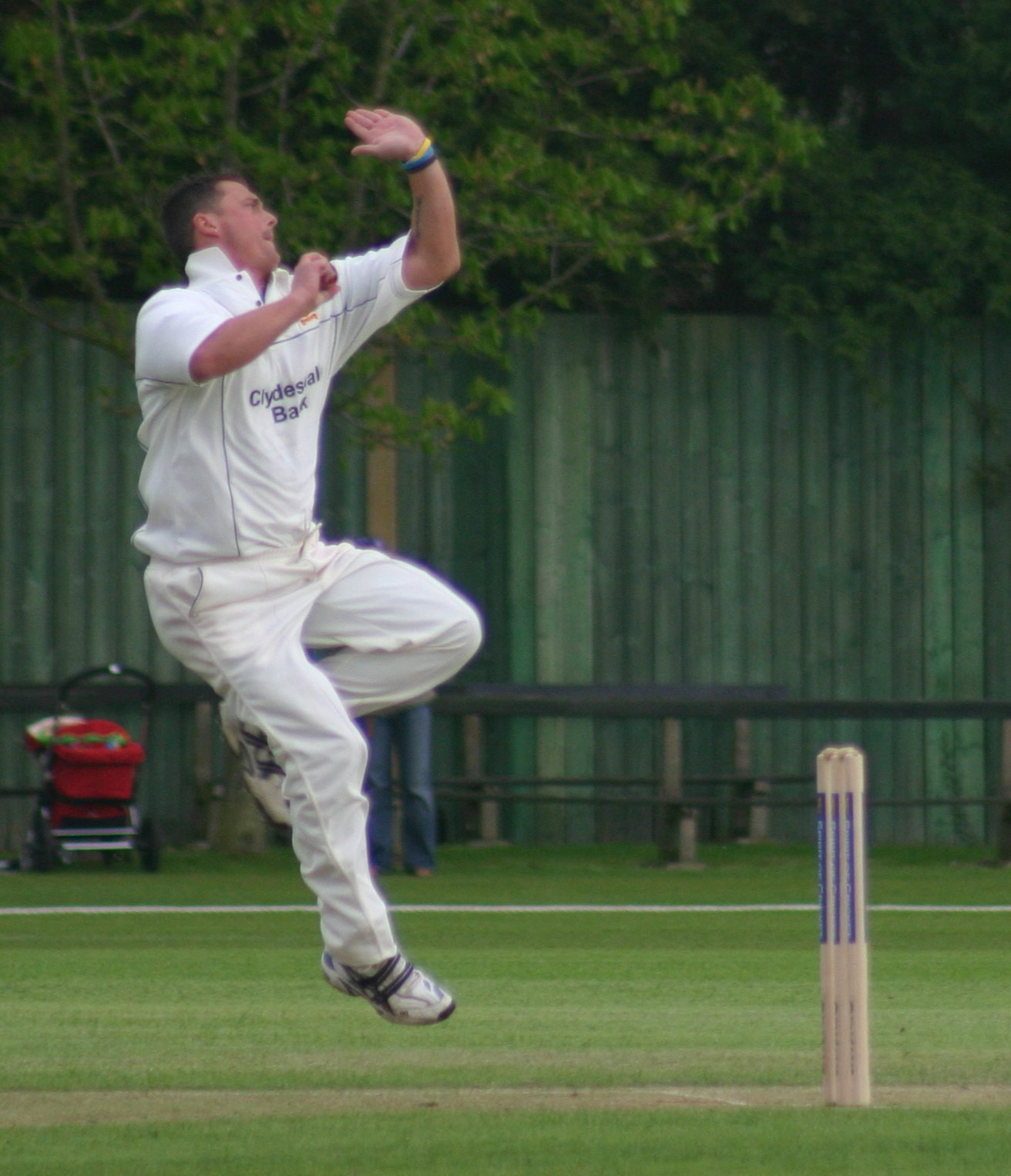
ダレン・ゴフのボウリング

クリケットにおけるボウリング（英: bowling）は、バッター（打者）によって守られたウィケットに向かってボールを推進させる動作である。ボウリングに長けた選手は投手（とうしゅ）、またはボウラー（英: bowler）と呼ばれる。有能なバッターでもあるボウラーはオールラウンダーと呼ばれる。
ボウリングはスローイングと厳密に規定された生体力学的定義によって簡単に区別される。ボウリングではスローイングと異なり肘を伸ばして投球しなければならない。バッターに向けてボールを投げる単一の動作は「ボール」あるいは「デリバリー」と呼ばれる。ボウラーは6球を1組として投球する、これはオーバーと呼ばれる。ボウラーが1オーバーを投げ終わると、チームメイトがピッチの逆端から投球を始める。クリケット法では、どのようにボールがボウルされなければならないかを定めている。もしボールが不正に投球されると、アンパイアは「ノー・ボール」とコールする。ボールがスタンプから離れすぎていたり、バッターが打てない程に高すぎたりした場合は、アンパイアは「ワイド」とコールする。
ボウラーには、速球を武器とするファスト・ボウラーから、ボールを空中やバウンドした後に方向を変えようと試みるスイング・ボウラー/シーム・ボウラー、様々な軌道やスピンでバッターを騙そうと試みるスロー・ボウラーなど様々なタイプがいる。スピン・ボウラーは通常かなり遅いボールを投げ、バウンド後に急激にボールの進行方向が変わるようにボールにスピンを与える。

## ボウリングの歴史
クリケットの歴史の草分け時代は、下手投げ（アンダーアーム・ボウリング）のみが用いられた。
1760年代から1770年代の間に、ボールを地面に転がすのではなく、空中に放り投げる投球が一般的となった。この革新によりボウラーは距離や空中での変化だけでなく、スピードという武器を手にした。また、スピンやスワーブ（変化球）の新たな可能性も開けた。それに応じて、バッターはタイミングおよびショットの選択を修得しなければいけなかった。すぐに現われた影響は、曲がったバットが真っ直ぐのものに取って代わられたことである。これら全てによって技術が重要視されるようになり、荒れたグラウンドやばか力の影響は低下した。現代的な試合が形を取り始めたのが1770年代であった。ボールの重量は5 1/2から5 3/4オンスの間に、バットの幅は4インチに制限された。後者の規則は、"ショック"・ホワイトと呼ばれたバッターがウィケットと同じ幅のバットを使った後に定められた。1774年、レッグ・ビフォー・ウィケットの規則が導入された。またこの頃、3本目のスタンプが一般的となった。1780年までに、主要な試合の時間は3日間となり、またこの年に初の6シーム（縫い目が6本）クリケットボールが作られた。1788年、メリルボーン・クリケット・クラブ（MCC）は競技規則の初版を発行した。この規則では相手を引き摺り倒すことが禁止され、条件を共通にするためにウィケットの周りの芝を刈ったり覆ったりすることが定められた。この標準化の要求は18世紀のクリケット人気の大幅な増大を反映していた。1730年代から1740年代の間には、150試合が当時の新聞に記録された。1750年代から1760年代の間には、試合数は230に増え、1770年代から1780年代の間には500試合を超えた。
19世紀には一連の大幅な変化が起こった。ワイド・デリバリーは1811年に反則となった。ボールの外周は1838年に初めて規定された（重量は60年前に決定されていた）。コルク製のパッド（防具）は1841年に初めて使用可能となった。防具は加硫ゴムの発明を受けてさらに改良され、加硫ゴムは1848年の保護グローブの導入にも使用された。1870年代、バウンダリー（グラウンドの境界線）が導入された。それ以前は全てのヒットは走らなければならず、ボールが観客に入った場合は、観客は守備選手がボールを取れるように道を空けていた。しかしながら、最大の変化はボウラーによる投球方法であった。
この世紀の始めには、全てのボウラーはまだ下手投げでボールを投げていた。しかしながら、伝えられるところによれば、ジョン・ウィルスが「ラウンドアーム」技術（手を体から横に水平に伸ばして投げる）を使った初のボウラーとなった。ウィルスはこの技術を姉妹のクリスティーナから教わった。彼女は幅広いドレスのために下手投げで投球することが出来なかったためこの投球方法を開発した。
しかし、この動作が試合で使われるようになってから間も無く、ラウンドアームはすぐに禁止され、MCCが「ボールは、スローやジャークではなく、ボールを放つ時に手が肘の下に位置した下手投げで投球されなければならない。」としたことによって反則と決定された。これが承認された時、規則では腕を肩よりも上に挙げることはできないと規定されていた。しかしながらすぐに、腕を挙げることでラウンドアーム法よりも正確でよりバウンドするボールを投げることができることが分かった。再び、MCCはこの投球方法を禁止した。この投球方法が最終的にMCCによって承認されたのは1835年のことであり、すぐに全ての選手の間人気となっていった。これまでに下手投げ投法は試合からほぼ姿を消している。

### 現代の下手投げボウリング
恥ずべき「下手投げボウリング事件」は1981年の試合中に起こった。オーストラリアのボウラーTrevor Chappellは下手投げボウリングがまだ反則でなかったことを悪用して、ボールを地面に転がした。この時、試合は最後の1球で6点差であり、こうすることによってオーストラリアは、ニュージーランドのバッターBrian McKechnieが同点となるシックス（6点弾）を打つ可能性を回避した。
この事件の結果として、試合の精神に反すると考えられたため、下手投げボウリングはクリケットの全てのグレードで実質的に反則とされた。前もって両チームの間で合意がなされた場合は例外である。

## ボウリング動作

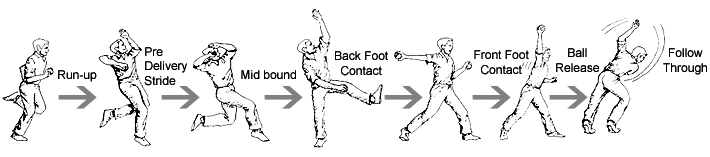
ファストボウラー（速球投手）による典型的なボウリング動作。

「ボウリング bowling」は、単純にボールを「スローイング throwing」するのとは、厳密に規定された生体力学的定義によって区別される。
当初は、この定義では、ボウリング動作の間は肘関節の角度を変えてはならない、とされていた。ボウラーは一般的に肘を完全に伸ばした状態を保ち、ボールに推進力を与えるために肩関節の周りに腕を垂直に回転させ、円弧の頂点近くでボールを放していた。肘の屈曲は許されていたが、途中で肘を伸ばすことはスローと考えられ、ノー・ボールがコールされていた。
2005年、科学検討会によってこの定義は物理的に不可能であるとされた。生体力学的研究では、「ほとんど」全てのボウラーはボウリング動作の間に若干肘を伸ばしていることが示された。これは、腕の回転によって力がかかることによって肘関節が過度に伸びるためである。その結果、15度まで肘の伸長あるいは過度の伸長を許すためのガイドラインが導入された。
ボウリング動作は通常、サイドオン動作とフロントオン動作に分けられる。サイドオン動作では、バックフットはボウリングクリースに平行に着地し、ボウラーは自分の前方の肩越しに見てウィケットに狙いを定める。フロントオンアクションでは、バックフットはピッチに沿った向きで着地し、ボウラーは自分の前方の腕の下から見てウィケットに狙いを定める。それぞれの動作の要素の一部分を取り入れたミックス動作は、その後の人生において腰痛の原因となるため、若いボウラーに対しては一般的に勧められない。

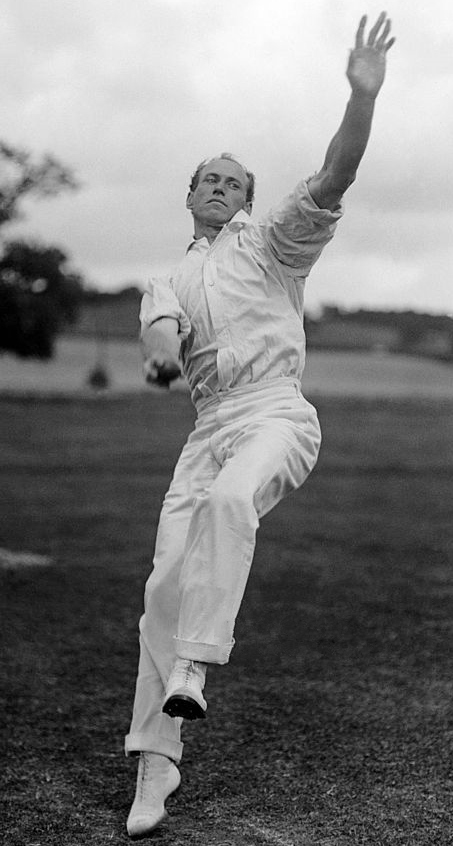
フィラデルフィアのクリケット選手Bart Kingのボウリング

## ボウリングの目的
クリケットの試合において、フィールディング側の最終的な優先事項は、バッティング側の総得点を制限することであり、ボウラーの動作はこの目的を達成することが基本となる。これを達成する第一の手段は、出来るだけすばやく相手チームから10アウトを取りバッティングを収容させることである。副次的目的はバッティング側のランレートを出来るだけ低く抑えることである。実際に、クリケットの大半の形式では、フィールディング側の2つの目的は互いにプラスの効果があるため、同時に目標とされる。
アウトになったバッターは同じイニングでは再び打つことができず、それ以上の得点機会を失うため、バッターをアウトにすることが第一の目的である。実際、ある時点での1ランを防ぐことは比較的些細なことであり、ボウラーはしばしばバッターに対して過信を抱かせ、計算を誤ったショットを打たせてアウトに打ち取るために、故意にバッターが得点しやすいような投球をすることがある。反対に、得点を抑えるような投球をするボウラーもいる。これによって打者は苛立ち、より積極的あるいはより適切でない打撃をすることで、アウトとなる機会が高まる。このスタイルは、得点の価値がより大きいワン・デイ・クリケットにおいてより重要である。
これは、相手チームの得点を抑えることがピッチングの主要な目的である野球とは対照的である。これは、これらのスポーツの間の攻撃ならびに守備の用語の違いを反映している。野球では、ピッチングは守備的な役割であると考えられているが、クリケットではボウリングは第一に攻撃的役割であり、アタックあるいはチャージと呼ばれる。

### ボウリングの戦術

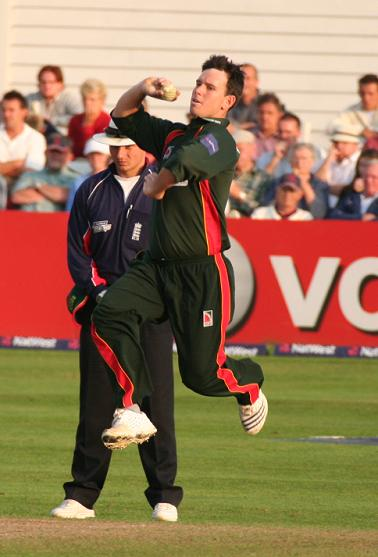
空中のDavid Masters。ボールを投げる前、助走の最後における投球中の体の位置が示されている。

ボウリングの目的を達成するため、様々な戦術が開発されていた。単純に、バッターのウィケットに直接投球することは、バッターをボウルドあるいはレッグ・ビフォー・ウィケットによってアウトにする機会を与えるため、よい考えのように思える。しかしながら、ほとんどのバッターは、こういった投球に対しては、特に予測していた場合、ウィケットを防御する能力がある。より有望な攻撃の球筋はウィケットから離れた場所に投球することであり、これはバッターが得点を狙って打つのを誘う。タイミングを逸した打撃やボールの空中での変化によって意図しない方向（ウィケットや守備選手）へボールを打ってしまう。
ボウリングの戦術の例
- ボディーライン
- レッグ理論（英語版）
- オフ理論（英語版）